# جيم لينش (لاعب كرة قدم أمريكية)
جيم لينش (بالإنجليزية: Jim Lynch)‏ هو لاعب كرة قدم أمريكية أمريكي، ولد في 28 أغسطس 1945 في ليما في الولايات المتحدة.

## وصلات خارجية
- جيم لينش على موقع مرجع كرة القدم المحترفة.كوم (الإنجليزية)